# شچدژک
شچدژک (به لهستانی:  Szczedrzyk) یک روستا در لهستان است که در گمینا اوژمک واقع شده‌است.